# Vsévolod Merkúlov
Vsévolod Nikoláievich (Borís) Merkúlov (en ruso: Всеволод Николаевич Меркулов, Vsévolod Nikoláievich Merkúlov; Zaqatala, 25 de octubre de 1895-Moscú, 23 de diciembre de 1953) fue un general y funcionario soviético, jefe del NKGB de febrero a julio de 1941, y nuevamente de abril de 1943 a marzo de 1946. Fue miembro de la llamada 'mafia georgiana' de Lavrenti Beria, jefe del NKVD. Acusado de traición a la Patria por el Colegio Militar de la Corte Suprema de la Unión Soviética, fue ejecutado junto con Beria.

## Biografía
Merkúlov nació el 27 de noviembre de 1895 según el calendario gregoriano en Zaqatala gobernación de Tiflis, hoy día Azerbaiyán. En 1913, se graduó en el Gymnasium Nº3 de Tiflis con medalla de oro y estudió en el Departamento de Física y Matemáticas de la Universidad de San Petersburgo. De 1921 a 1922, trabajó como agente de la Checa en la Unidad de Transportes de Georgia. De 1925 a 1931, ocupó los cargos de jefe del Directorio de Operaciones Secretas y jefe adjunto del GPU (Gosudárstvennoye Politícheskoye Upravlénie) de Ayaristán.
Su ascenso político y administrativo comenzó en 1939, cuando Beria reemplazó a Nikolái Yezhov en diciembre de 1938 al frente del NKVD. Merkúlov fue nombrado Comisario del Pueblo de Seguridad del Estado de la URSS (NKGB) del 3 de febrero al 20 de julio de 1941, cuando el NKGB volvió a quedar bajo el control del Comisariado del Pueblo de Asuntos Internos de la URSS (NKVD) como Dirección General de Seguridad del Estado (GUGB). De 1941 a 1943, fue comisario adjunto del Pueblo del NKVD. En 1943, el GUGB se separó nuevamente del NKVD y Merkúlov se convirtió en jefe del NKGB desde el 20 de julio de 1943 hasta 1946.
En 1940, encabezó la troika del NKVD que, junto con Bogdán Kobúlov y Leonid Bashtakov, firmaba las órdenes de ejecución de los oficiales polacos prisioneros de guerra en la masacre de Katin.
Merkúlov participó en un plan para crear una red de espías dentro del Proyecto Manhattan. El primer éxito del NKVD fue el reclutamiento de Klaus Fuchs. El proyecto recibió el nombre clave de 'Enormoz'. En noviembre de 1944, el agente de inteligencia soviético Pável Fitin informaba:

A pesar de la participación de un gran número de organizaciones científicas y trabajadores de Enormoz en los Estados Unidos, el conocimiento principal recopilado con los datos de los agentes, se desarrolló mal. La mayor parte de los datos de Estados Unidos provienen de la estación de Inglaterra. Basándose en la información obtenida de la estación de Londres, el centro de Moscú envió más de una vez a la estación de Nueva York una orientación de los trabajos a realizar y también a un agente listo para actuar, Klaus Fuchs.

Otra importante fuente de información fue John Cairncross. Fitin informaba a Merkúlov:

Desde la estación de Londres está llegando información valiosa para Enormoz. Los primeros materiales sobre Enormoz se recibieron a finales de 1941 de nuestra fuente [John Cairncross], que contienen documentos valiosos y absolutamente secretos tanto sobre la sustancia del asunto de Enormoz como sobre las medidas del gobierno británico para organizar y desarrollar los trabajos sobre el asunto de la energía atómica en nuestro país. En relación con los trabajos estadounidense y canadiense en Enormoz, todos los materiales que describen el estado y el progreso en los tres países (Inglaterra, Estados Unidos y Canadá) provienen de la estación de Londres.

Brevemente ocupó el cargo de ministro en el Ministerio de la Seguridad del Estado (MGB) en 1946, pero pronto fue reemplazado por su rival Víktor Abakúmov. Más tarde fue designado ministro de Control del Estado, reemplazando a Lev Mejlis. Tras la muerte de Stalin, por las luchas de poder, fue arrestado y ejecutado por un pelotón de fusilamiento junto a su valedor, Beria, y otros cinco colaboradores el 23 de diciembre de 1953. Se rumoreaba que los cuerpos sin vida fueron incinerados y enterrados en un lugar desconocido cerca de Moscú.
Merkúlov puede ser más conocido por una carta que escribió a su jefe, Lavrenti Beria, el 2 de octubre de 1944 en relación con la cooperación que la Unión Soviética había recibido de un destacado científico del programa de Estados Unidos para desarrollar la bomba atómica.
El escritor e historiador británico de origen ruso Nikolai Tolstoy, en su obra Víctimas de Yalta (1977), relata a Merkúlov hablando con el general cosaco Piotr Krasnov encarcelado en la Lubianka en 1945. El informe es el testimonio del hijo del general, Nikolái Krasnov, quien también estuvo presente y más tarde sería liberado del Gulag en la amnistía de Nikita Jrushchov de 1955:

Tarde o temprano habrá un enfrentamiento entre el Oso Comunista y el Bulldog Occidental. ¡No habrá piedad para nuestros aliados cubiertos de azúcar, que gotean miel, engatusan y se arrastran! Los haremos volar con todos sus reyes, con todas sus tradiciones, señores, castillos, heraldos, Órdenes del Baño y Jarretera, y sus pelucas blancas. Cuando la garra del oso golpee, nadie quedará para alimentar la esperanza de que su oro pueda gobernar el mundo. ¡Nuestra idea joven, sana y socialmente poderosa, la idea de Lenin y Stalin, será la vencedora! ... ¡Cuando rugimos, se quedan pegados a sus colas! Me han dicho que había zares que daban de beber a sus caballos en el Óder. ¡Bien, llegará el momento en que daremos agua a los caballos soviéticos en el Támesis!